# روبرت تشيسلي
روبرت تشيسلي (بالإنجليزية: Robert Chesley)‏ هو ملحن أمريكي، ولد في 22 مارس 1943، وتوفي في 5 ديسمبر 1990.

## وصلات خارجية
- روبرت تشيسلي على موقع IMDb (الإنجليزية)